# Euvondrea floretta
Euvondrea floretta är en ormstjärneart som beskrevs av Fell 1961. Euvondrea floretta ingår i släktet Euvondrea och familjen fransormstjärnor. Inga underarter finns listade i Catalogue of Life.